# Скірмунти
Скі́рмунти — шляхетський рід, який проживав на території сучасної Могильовської області.

## Найвідоміші представники роду
- Богуслав Скірмунт (1730)
- Гелена (1827—1974), художниця і скульпторка.
- Костянтин (1852–1934), публіцист, історик.
- Костянтин (1866–1949), дипломат.
- Генрік (1868–1939), поет, композитор.
- Роман (1868—1939), політичний діяч.